# SCSI-9
SCSI-9 — российский музыкальный коллектив, играющий электронную музыку (минимал-техно) в составе Антона Кубикова и Максима Милютенко.
В 2000 году Антон и Максим вместе построили свою собственную студию. Через год Максим вступил в наиболее успешный проект Кубикова «SCSI-9». Дуэт работает в направлениях deep, downtempo и minimal. С 2001 года работы «SCSI-9» выпускались на виниле такими лейблами как: Traum/Trapez, Salo, Freizeitglauben, Morris Audio, Highgrade. В апреле 2003 года на немецком лейбле Force Tracks вышел первый альбом SCSI-9 Digital Russian (компакт-диск и двойной винил). В 2004 году лейбл Kompakt выпустил две пластинки дуэта: «All She Wants Is» и «Mini», позднее Kompakt включил их трек в известную компиляцию «Total Five». Рецензия на альбом The Line of Nine (2006) была опубликована на сайте Pitchfork.
Сотрудничает с лириком Петром Иванцовым, певицей Катей Рыба и бас-гитаристом группы D-Pulse Антоном Кочневым.

## Дискография
Релизы
- Maks Is Dreaming (12") Salo 1999
- Middle Of The Way (2 versions) Force Tracks 1999
- Be So Good In The Fresh (12") Salo 2000
- House Drop (CD, Album) Citadel Records 2000
- Contape (12") Salo 2001
- Cozmoport (12") Force Tracks 2001
- Silkcome EP (12", EP) Trapez 2001
- Digital Milk EP (EP) (2 versions) Force Tracks 2002
- Digital Summer (12") Force Tracks 2002
- Lady Delay (2 versions) Freizeitglauben 2002
- Move Your Body Boogy (12") Freizeitglauben 2002
- All She Wants Is (12") Kompakt 2003
- Digital Russian (Album) (2 versions) Force Tracks 2003
- From Cover To Cover (12") Morris / Audio 2003
- Location Unknown (2 versions) Tyrant 2004
- Mini (12") Kompakt 2004
- Ich Kann Nicht Anders (4xFile, MP3, 256) Fragment 2005
- On The Edge (12") Kompakt 2005
- Puzzle EP (EP) (2 versions) Phlegmatek Recordings 2006
- Railway Sessions (12") K2 2006
- Spring Will Tell (12") Tyrant 2006
- The Line Of Nine (Album) (4 versions) Kompakt … 2006
- Transsibirski Express (12") Neutonmusic 2006
- Wild Flowers (12") Highgrade Records 2006
- Flight Mode EP (12", EP) Pro-tez Records 2007
- History Pt.1 (Comp) (2 versions) World Club Music 2007
- Kroy Menya V Pol Bita (3 versions) Fear Of Flying 2007
- Speicher 55 (12") Kompakt Extra 2007
- Vega EP (File, MP3, EP) Dirty Noise Records 2007
- Easy As Down (Album) (2 versions) Kompakt … 2008
- Easy As Down Vol. 1 (12") Kompakt 2008
- Haystack (12", Ltd) Subotnik 2008
- History Pt. 2 (CD, Comp, Dig) Algorythmik, World Club Music 2008
- Tierra Del Fuego (12", EP) Highway Records 2008

Ремиксы
- Pelican (Remixes) (12") Pelican (SCSI 9 Mix) Trapez 2002
- Song Seven (12") Song Seven (SCSI-9 Remix) Treibstoff 2003
- Kompakt 100 (Comp) (2 versions) Teaser (SCSI-9 Mix), Tomorrow (SCSI-9 Mix) Kompakt 2004
- Midnight Traveller (12") Midnight Traveller (SCSI-9 Rmx) Highgrade Records 2004
- Ode To A Beatbox (12") Ode To A Beat Box (Scsi 9 Moscow Mix) Lo Recordings 2004
- Galactica / Supermatch (Remixes) (12") Supermatch (SCSI-9 Remix) Solaris Records 2005
- The V.I.P. (12") The V.I.P. (SCSI-9 In Out Remix) Jukebox In The Sky 2005
- Lo Compilation Mix by Susumu Yokota (2xCD) Ode (SCSI 9 Moscow Mix) Lo Recordings 2006
- FortDance MMVIII Mix (CD, Compilation, Mixed, Dig) Catapult V2008 (SCSI-9 Remix) FortDance ENtertainment / World CLub Music 2008
- Ice Touch (12") Ice Touch Pro-Tez Records 2008
- Pani Chacha (12") Pani Chacha Pani Chacha (SCSI-9 Remix) Pro-tez Records 2009
- Purpur Remixes (12") Purpur — SCSI-9 Remix 200 2009